# Puchar Heinekena (2008/2009)
Puchar Heinekena 2008/2009 – 14. sezon Pucharu Heinekena, najbardziej prestiżowego turnieju w europejskim klubowym rugby union rozgrywanego od 1995 roku.
Finał został rozegrany 23 maja 2009 na stadionie Murrayfield w Edynburgu. Zwycięzcą została drużyna Leinster, która w finale wygrała 19:16 z Leicester Tigers.

## Drużyny
| Anglia                                                                           | Francja                                                                           | Walia                                                                 | Irlandia                      | Szkocja                       | Włochy                 |
| -------------------------------------------------------------------------------- | --------------------------------------------------------------------------------- | --------------------------------------------------------------------- | ----------------------------- | ----------------------------- | ---------------------- |
| - Gloucester - London Wasps - Bath - Leicester Tigers - Sale Sharks - Harlequins | - Tuluza - Biarritz - Stade Français - Clermont - Perpignan - Castres - Montauban | - Cardiff Blues - Llanelli Scarlets - Ospreys - Newport Gwent Dragons | - Leinster - Munster - Ulster | - Edynburg - Glasgow Warriors | - Calvisano - Benetton |

## Faza grupowa
W fazie grupowej zmierzyły się 24 zespoły, podzielone na sześć grup po cztery drużyny w każdej grupie.
Losowanie odbyło się 17 czerwca 2008 w Dublinie.

### Grupa 1
| Drużyna     | Mecze | Wygrane | Remisy | Porażki | Punkty |
| ----------- | ----- | ------- | ------ | ------- | ------ |
| Munster     | 6     | 5       | 0      | 1       | 23     |
| Sale Sharks | 6     | 3       | 0      | 3       | 15     |
| Clermont    | 6     | 3       | 0      | 3       | 13     |
| Montauban   | 6     | 1       | 0      | 5       | 6      |

### Grupa 2
| Drużyna      | Mecze | Wygrane | Remisy | Porażki | Punkty |
| ------------ | ----- | ------- | ------ | ------- | ------ |
| Leinster     | 6     | 4       | 0      | 2       | 20     |
| London Wasps | 6     | 4       | 0      | 2       | 17     |
| Edynburg     | 6     | 2       | 0      | 4       | 9      |
| Castres      | 6     | 2       | 0      | 4       | 9      |

### Grupa 3
| Drużyna          | Mecze | Wygrane | Remisy | Porażki | Punkty |
| ---------------- | ----- | ------- | ------ | ------- | ------ |
| Leicester Tigers | 6     | 4       | 0      | 2       | 21     |
| Ospreys          | 6     | 4       | 0      | 2       | 20     |
| Perpignan        | 6     | 4       | 0      | 2       | 18     |
| Benetton         | 6     | 0       | 0      | 6       | 0      |

### Grupa 4
| Drużyna           | Mecze | Wygrane | Remisy | Porażki | Punkty |
| ----------------- | ----- | ------- | ------ | ------- | ------ |
| Harlequins        | 6     | 5       | 0      | 1       | 22     |
| Stade Français    | 6     | 3       | 0      | 3       | 15     |
| Ulster            | 6     | 2       | 1      | 3       | 11     |
| Llanelli Scarlets | 6     | 1       | 1      | 4       | 8      |

### Grupa 5
| Drużyna               | Mecze | Wygrane | Remisy | Porażki | Punkty |
| --------------------- | ----- | ------- | ------ | ------- | ------ |
| Bath                  | 6     | 4       | 1      | 1       | 21     |
| Tuluza                | 6     | 4       | 1      | 1       | 20     |
| Newport Gwent Dragons | 6     | 1       | 0      | 4       | 8      |
| Glasgow Warriors      | 6     | 1       | 0      | 4       | 6      |

### Grupa 6
| Drużyna       | Mecze | Wygrane | Remisy | Porażki | Punkty |
| ------------- | ----- | ------- | ------ | ------- | ------ |
| Cardiff Blues | 6     | 6       | 0      | 0       | 27     |
| Biarritz      | 6     | 3       | 0      | 3       | 15     |
| Gloucester    | 6     | 3       | 0      | 3       | 15     |
| Calvisano     | 6     | 0       | 0      | 6       | 0      |

## Runda pucharowa
W fazie grupowej zmierzyło się osiem najlepszych zespołów, podzielonych według schematu (zespół który w fazie grupowej miał najwięcej punktów gra z zespołem z najniższą liczbą punktów).
Losowanie półfinałów odbyło się 27 stycznia 2009 na stadionie Murrayfield w Edunburgu.
|  |                                  |                  |                     |                             |            |                  |                               |          |  |  |       |       |       |
|  | Ćwierćfinał                      | Ćwierćfinał      | Ćwierćfinał         |                             |            | Półfinał         | Półfinał                      | Półfinał |  |  | Finał | Finał | Finał |
|  | Ćwierćfinał                      | Ćwierćfinał      | Ćwierćfinał         |                             |            | Półfinał         | Półfinał                      | Półfinał |  |  | Finał | Finał | Finał |
|  | 11 kwietnia - Millennium Stadium |                  |                     |                             |            |                  |                               |          |  |  |       |       |       |
|  |                                  |                  |                     |                             |            |                  |                               |          |  |  |       |       |       |
|  | Cardiff Blues                    | Cardiff Blues    | 9                   |                             |            |                  |                               |          |  |  |       |       |       |
|  | Cardiff Blues                    | Cardiff Blues    | 9                   | 3 maja - Millennium Stadium |            |                  |                               |          |  |  |       |       |       |
|  | Tuluza                           | Tuluza           | 6                   |                             |            |                  |                               |          |  |  |       |       |       |
|  | Tuluza                           | Tuluza           | 6                   |                             |            | Cardiff Blues    | Cardiff Blues                 | 26 (6)   |  |  |       |       |       |
|  | 11 kwietnia - Walkers Stadium    |                  |                     |                             |            | Cardiff Blues    | Cardiff Blues                 | 26 (6)   |  |  |       |       |       |
|  |                                  |                  | Leicester Tigers    | Leicester Tigers            | 26 (7) (k) |                  |                               |          |  |  |       |       |       |
|  | Leicester Tigers                 | Leicester Tigers | Leicester Tigers    | Leicester Tigers            | 26 (7) (k) | 20               |                               |          |  |  |       |       |       |
|  | Leicester Tigers                 | Leicester Tigers |                     |                             |            | 20               | 23 maja - Murrayfield Stadium |          |  |  |       |       |       |
|  | Bath                             | Bath             | 15                  |                             |            |                  |                               |          |  |  |       |       |       |
|  | Bath                             | Bath             | 15                  |                             |            | Leicester Tigers | Leicester Tigers              | 16       |  |  |       |       |       |
|  | 12 kwietnia - Thomond Park       |                  |                     |                             |            | Leicester Tigers | Leicester Tigers              | 16       |  |  |       |       |       |
|  |                                  |                  | Leinster            | Leinster                    | 19         |                  |                               |          |  |  |       |       |       |
|  | Munster                          | Munster          | Leinster            | Leinster                    | 19         | 43               |                               |          |  |  |       |       |       |
|  | Munster                          | Munster          | 2 maja - Croke Park |                             |            | 43               |                               |          |  |  |       |       |       |
|  | Ospreys                          | Ospreys          | 9                   |                             |            |                  |                               |          |  |  |       |       |       |
|  | Ospreys                          | Ospreys          | 9                   |                             |            | Munster          | Munster                       | 6        |  |  |       |       |       |
|  | 12 kwietnia - Twickenham Stoop   |                  |                     |                             |            | Munster          | Munster                       | 6        |  |  |       |       |       |
|  |                                  |                  | Leinster            | Leinster                    | 25         |                  |                               |          |  |  |       |       |       |
|  | Harlequins                       | Harlequins       | Leinster            | Leinster                    | 25         | 5                |                               |          |  |  |       |       |       |
|  | Harlequins                       | Harlequins       |                     |                             |            |                  |                               |          |  |  |       |       |       |
|  | Leinster                         | Leinster         | 6                   |                             |            |                  |                               |          |  |  |       |       |       |
|  | Leinster                         | Leinster         | 6                   |                             |            |                  |                               |          |  |  |       |       |       |